# 睡衣小英雄
《睡衣小英雄》（法語：Pyjamasques）是一部法國和英國聯合製作的超级英雄题材电视动画，改编自法国作家加利马尔·婕斯的系列丛书《蒙面睡衣侠》。由Frog Box、孩之宝娱乐 （原Entertainment One）和TeamTO制作。
该动画通过迪士尼品牌电视的Disney Junior频道以及串流平台Disney+在全球播出；在其原作所在国法国，该节目在法国电视五台播出。在美国，该剧自2015年9月18日起在Disney Junior播出。第6季睡衣小英雄：超级英雄于2023年4月到2024年4月期间播出。在英国，该节目的部分季数在Tiny Pop上播出。在香港，该节目在ViuTVsix、ViuTV及HOY TV播出。在台湾，该节目在东森幼幼台播出。

## 外部連結
- 官方网站
- 互联网电影数据库（IMDb）上《睡衣小英雄》的资料（英文）